# Olympische Sommerspiele 2012/Schwimmen – 100 m Freistil (Frauen)
Der Wettbewerb über 100 Meter Freistil der Frauen bei den Olympischen Spielen 2012 in London wurde am 1. und 2. August 2012 im London Aquatics Centre ausgetragen. 50 Athletinnen nahmen daran teil.
Es fanden sieben Vorläufe statt. Die 16 schnellsten Schwimmerinnen aller Vorläufe qualifizierten sich für die zwei Halbfinals, die am gleichen Tag ausgetragen wurden. Für das Finale qualifizierten sich die acht zeitschnellsten Schwimmerinnen beider Halbfinals.
Abkürzungen: WR = Weltrekord, OR = olympischer Rekord, NR = nationaler Rekord, PB = persönliche Bestleistung, JWB = Jahresweltbestzeit

## Bestehende Rekorde
| Weltrekord         | Britta Steffen ( Deutschland) | 52,07 s | Rom, Italien                | 31. Juli 2009   |
| Olympischer Rekord | Britta Steffen ( Deutschland) | 53,12 s | Peking, Volksrepublik China | 15. August 2008 |

## Titelträger
| Olympiasieger     | Britta Steffen ( Deutschland)                                         | 53,12 s | Peking 2008   |
| Weltmeister       | Jeanette Ottesen Gray ( Dänemark) Aljaksandra Herassimenja ( Belarus) | 53,45 s | Shanghai 2011 |
| Europameister     | Sarah Sjöström ( Schweden)                                            | 53,61 s | Debrecen 2012 |
| Deutscher Meister | Britta Steffen                                                        | 53,68 s | Berlin 2012   |

## Vorlauf

### Vorlauf 1
1. August 2012
| Platz | Name              | Nation  | Zeit        | Anmerkung |
| ----- | ----------------- | ------- | ----------- | --------- |
| 1     | Mareme Faye       | Senegal | 1:06,42 min |           |
| 2     | Shreya Dhital     | Nepal   | 1:10,80 min |           |
| 3     | Ayouba Ali Sihame | Komoren | 1:14,40 min |           |

### Vorlauf 2
1. August 2012
| Platz | Name                | Nation     | Zeit        | Anmerkung |
| ----- | ------------------- | ---------- | ----------- | --------- |
| 1     | Jade Howard         | Sambia     | 59,35 s     |           |
| 2     | Bayan Jumah         | Syrien     | 59,78 s     |           |
| 3     | Karen Riveros       | Paraguay   | 59,86 s     |           |
| 4     | Britany van Lange   | Guyana     | 1:01,62 min |           |
| 5     | Aina Fils Rabetsara | Madagaskar | 1:02,39 min |           |
| 6     | Reshika Udugampola  | Sri Lanka  | 1:04,93 min |           |
| 7     | Magdalena Moshi     | Tansania   | 1:05,80 min |           |

### Vorlauf 3
1. August 2012
| Platz | Name              | Nation             | Zeit    | Anmerkung |
| ----- | ----------------- | ------------------ | ------- | --------- |
| 1     | Eszter Dara       | Ungarn             | 55,37 s |           |
| 2     | Liliana Ibáñez    | Mexiko             | 55,71 s | NR        |
| 3     | Nastja Govejšek   | Slowenien          | 56,21 s |           |
| 4     | Mylene Ong        | Singapur           | 56,33 s |           |
| 5     | Jasmine Al-Khaldi | Philippinen        | 57,13 s |           |
| 6     | Megan Fonteno     | Amerikanisch-Samoa | 57,45 s |           |
| 7     | Karen Torrez      | Bolivien           | 57,78 s | NR        |
| 8     | Cielia Tini       | San Marino         | 58,29 s |           |

### Vorlauf 4
1. August 2012
| Platz | Name                  | Nation    | Zeit    | Anmerkung |
| ----- | --------------------- | --------- | ------- | --------- |
| 1     | Burcu Dolunay         | Türkei    | 55,35 s |           |
| 2     | Nina Rangelowa        | Bulgarien | 55,52 s | NR        |
| 3     | Daynara de Paula      | Brasilien | 55,94 s |           |
| 4     | Katarzyna Wilk        | Polen     | 56,13 s |           |
| 5     | Rūta Meilutytė        | Litauen   | 56,33s  |           |
| 6     | Katarína Filová       | Slowakei  | 56,58 s |           |
| 7     | Arlene Semeco         | Venezuela | 56,90 s |           |
| 8     | Miroslava Najdanovski | Serbien   | 57,45 s |           |

### Vorlauf 5
1. August 2012
| Platz | Name                    | Nation             | Zeit    | Anmerkung |
| ----- | ----------------------- | ------------------ | ------- | --------- |
| 1     | Tang Yi                 | China              | 53,28 s |           |
| 2     | Jeanette Ottesen Gray   | Dänemark           | 53,51 s |           |
| 3     | Jessica Hardy           | Vereinigte Staaten | 54,09 s |           |
| 4     | Femke Heemskerk         | Niederlande        | 54,43 s |           |
| 4     | Daniela Schreiber       | Deutschland        | 54,43 s |           |
| 6     | Pernille Blume          | Dänemark           | 55,04 s |           |
| 7     | Hannah Wilson           | Hongkong           | 55,33 s |           |
| 8     | Nery Mantey Niangkouara | Griechenland       | 56,63 s |           |

### Vorlauf 6
1. August 2012
| Platz | Name                       | Nation         | Zeit    | Anmerkung |
| ----- | -------------------------- | -------------- | ------- | --------- |
| 1     | Arianna Vanderpool-Wallace | Bahamas        | 53,73 s | NR        |
| 2     | Francesca Halsall          | Großbritannien | 54,02 s |           |
| 3     | Julia Wilkinson            | Kanada         | 54,16 s |           |
| 4     | Sarah Sjöström             | Schweden       | 54,26 s |           |
| 5     | Amy Smith                  | Großbritannien | 54,37 s |           |
| 6     | Britta Steffen             | Deutschland    | 54,42 s |           |
| 7     | Hanna-Maria Seppälä        | Finnland       | 54,93 s |           |

Die Australierin Cate Campbell trat auf Grund einer Magen-Darm-Entzündung zum Start nicht an.

### Vorlauf 7
1. August 2012
| Platz | Name                     | Nation             | Zeit    | Anmerkung |
| ----- | ------------------------ | ------------------ | ------- | --------- |
| 1     | Melanie Schlanger        | Australien         | 53,50 s |           |
| 2     | Aljaksandra Herassimenja | Belarus            | 53,63 s | NR        |
| 3     | Ranomi Kromowidjojo      | Niederlande        | 53,66 s |           |
| 4     | Missy Franklin           | Vereinigte Staaten | 54,26 s |           |
| 5     | Haruka Ueda              | Japan              | 54,35 s |           |
| 6     | Weronika Popowa          | Russland           | 54,66 s |           |
| 7     | Charlotte Bonnet         | Frankreich         | 55,12 s |           |

Therese Alshammar aus Schweden verzichtete auf Grund einer Nervenreizung im Nacken auf den Start.

## Halbfinale

### Lauf 1
1. August 2012
| Platz | Name                       | Nation             | Zeit    | Anmerkung |
| ----- | -------------------------- | ------------------ | ------- | --------- |
| 1     | Melanie Schlanger          | Australien         | 53,38 s |           |
| 2     | Aljaksandra Herassimenja   | Belarus            | 53,78 s |           |
| 3     | Jessica Hardy              | Vereinigte Staaten | 53,86 s |           |
| 4     | Sarah Sjöström             | Schweden           | 53,93 s |           |
| 5     | Arianna Vanderpool-Wallace | Bahamas            | 54,12 s |           |
| 6     | Britta Steffen             | Deutschland        | 54,18 s |           |
| 7     | Daniela Schreiber          | Deutschland        | 54,39 s |           |
| 8     | Haruka Ueda                | Japan              | 54,59 s |           |

### Lauf 2
1. August 2012
| Platz | Name                  | Nation             | Zeit    | Anmerkung |
| ----- | --------------------- | ------------------ | ------- | --------- |
| 1     | Ranomi Kromowidjojo   | Niederlande        | 53,05 s | OR        |
| 2     | Missy Franklin        | Vereinigte Staaten | 53,59 s |           |
| 3     | Tang Yi               | China              | 53,60 s |           |
| 4     | Jeanette Ottesen Gray | Dänemark           | 53,77 s |           |
| 4     | Francesca Halsall     | Großbritannien     | 53,77 s |           |
| 6     | Femke Heemskerk       | Niederlande        | 54,13 s |           |
| 7     | Julia Wilkinson       | Kanada             | 54,25 s |           |
| 8     | Amy Smith             | Großbritannien     | 54,28 s |           |

## Finale
2. August 2012, 20:37 Uhr MEZ
| Platz | Name                     | Nation             | Zeit    | Anmerkung |
| ----- | ------------------------ | ------------------ | ------- | --------- |
| 1     | Ranomi Kromowidjojo      | Niederlande        | 53,00 s | OR        |
| 2     | Aljaksandra Herassimenja | Belarus            | 53,38 s | NR        |
| 3     | Tang Yi                  | China              | 53,44 s |           |
| 4     | Melanie Schlanger        | Australien         | 53,47 s |           |
| 5     | Missy Franklin           | Vereinigte Staaten | 53,64 s |           |
| 6     | Francesca Halsall        | Großbritannien     | 53,66 s |           |
| 7     | Jeanette Ottesen Gray    | Dänemark           | 53,75 s |           |
| 8     | Jessica Hardy            | Vereinigte Staaten | 54,02 s |           |

Siegerin Kromowidjojo verbesserte den olympischen Rekord gleich zweimal (Halbfinale und Finale).

Die Zweitplatzierte Herassimenja verbesserte den belarussischen Landesrekord zwei Mal und erschwamm die erste belarussische Medaille in dieser Disziplin.